# Розклад на післязавтра
«Розклад на післязавтра» (рос. «Расписание на послезавтра») — білоруський радянський художній фільм 1978 року режисера Ігоря Добролюбова.

## Сюжет
Кіноповість про обдарованих учнів і захоплених викладачів фізико-математичної школи, в якій з'явилася нова вчителька літератури, не менше захоплена, ніж її колеги.

## У ролях
- Олег Даль
- Маргарита Терехова
- Тамара Дегтярьова
- Олександр Леньков
- Олександр Денисов
- Валентин Нікулін
- В'ячеслав Баранов
- Юрій Воротницький
- Володимир Солодовников
- Ірина Метлицька
- Поліна Медведєва
- Євген Стеблов
- Валентина Титова
- Борис Новиков
- Регіна Корохова
- Володимир Басов
- Баадур  Цуладзе
- Леонід Рахленко
- Олександра Климова
- Валентина Владимирова
- Любов Румянцева
- Микола Єременко
- Валерій Носик
- Тамара Муженко

## Творча група
- Сценарій: Ніна Фоміна
- Режисер: Ігор Добролюбов
- Оператор: Григорій Масальський
- Композитор: Володимир Шаїнський